# Rosetta (település)

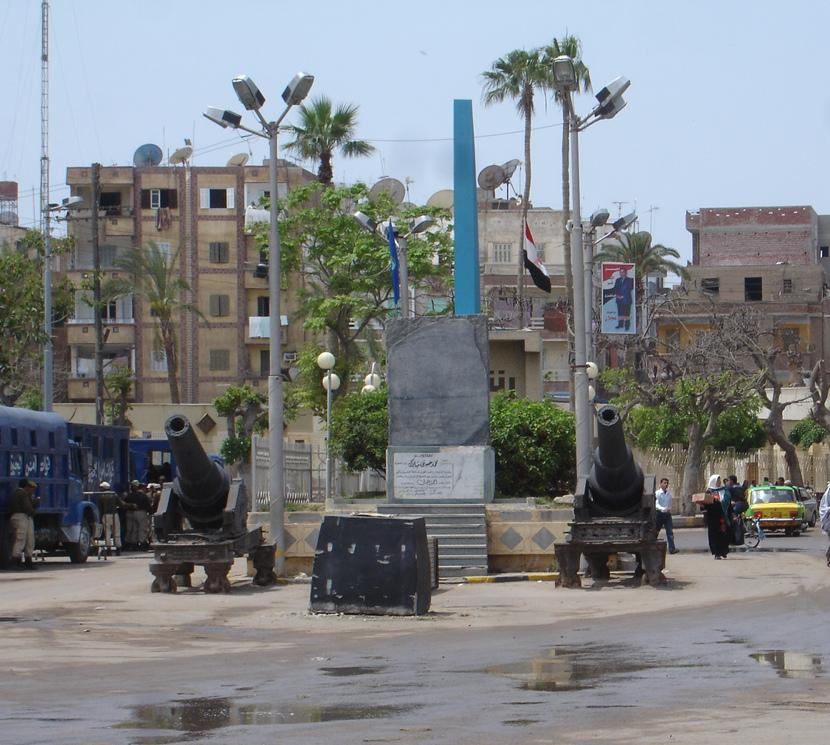
Rosette-i kő másolata a Főtéren

Rosetta (arabul: رشيد Rašīd, francia: Rosette) egyiptomi kikötőváros a Földközi-tenger mellett. Alexandriától 65 km-re fekszik keletre, a Nílus-delta nyugati szélén. A város az úgynevezett rosette-i kőről lett híres, a kő segítségével fejtették meg az egyiptomi hieroglifákat (1822, Jean-François Champollion). A várost Bonaparte Napóleon foglalta el egyiptomi hadjárata (1798–1801) során és katonái találták meg a rosette-i követ a Julien-erőd mellett 1799-ben.
A helyszín 2003 óta a világörökség javaslati listáján szerepel.

## Történet
A várost i.e 800-ban alapították. Rosetta az ókori Bolbitine közelében épült ki, mely egy kissé északabbra feküdt. A középkorban jelentős kereskedelmi forgalmat bonyolított. Az Oszmán Birodalom hanyatlása után (1517) fellendülés következett a városban. Jelentősége csökkent a Mahmudiyeh-csatorna megépítése-, és az alexandriai kikötő kiépítése után.